# Радостин Чолаков
Радостин Чолаков е български софтуерен специалист и предприемач. Работи в сферата на машинното обучение.

## Биография
Роден е на 8 декември 2005 г. в село Барутин.

## Награди
- Най-младият член на селекцията „30 под 30“ на списание „Форбс“ за 2021.[6][7]
- Грамота „Джон Атанасов“ за успехи на националните и международни олимпиади и състезания в сферата на ИТ за 2021, 2022 и 2023 г.[8]
- Младежка награда БАИТ за 2020 г., присъдена за разработките му в сферата на машинното обучение.[9]